# Campanula austroxinjiangensis
Campanula austroxinjiangensis là loài thực vật có hoa trong họ Hoa chuông. Loài này được Y.K.Yang, J.K.Wu & J.Z.Li mô tả khoa học đầu tiên năm 1992.